# 28 aprile
Il 28 aprile è il 118º giorno del calendario gregoriano (il 119º negli anni bisestili). Mancano 247 giorni alla fine dell'anno.

## Eventi
- 1140 - Consacrazione della Cappella Palatina del Palazzo Reale di Palermo
- 1192 - Assassinio di Corrado del Monferrato, re di Gerusalemme, presso Tiro per mano di un assassino nizarita
- 1253 - A mezzogiorno in punto, presso il Tempio Seichō-ji a Kamogawa (Chiba)[1][2], il monaco buddhista Nichiren recita in pubblico per la prima volta l'invocazione Namu myōhō renge kyō e contestualmente fonda il suo insegnamento omonimo
- 1487 - Campagne transalpine dei Confederati: gli svizzeri provenienti dal Canton Vallese vengono sconfitti dai domesi sul ponte di Crevola
- 1611 - Viene fondata l'Università di Santo Tomás, nelle Filippine
- 1738 - Roma, papa Clemente XII condanna la Massoneria, tramite la bolla papale In eminenti apostolatus specula
- 1788 - Il Maryland è il settimo Stato a ratificare la Costituzione degli Stati Uniti
- 1789 - Ammutinamento del Bounty: una parte degli ufficiali si solleva contro il capitano William Bligh
- 1794 - Sardegna, insurrezione contro il viceré Vincenzo Balbiano, passata alla storia come i Vespri Sardi
- 1796 - Armistizio di Cherasco tra la Repubblica Francese e il Regno di Sardegna; l'armistizio sarà sancito il successivo 15 maggio col Trattato di Parigi
- 1896 - In Grecia, durante degli scavi fra i resti di una casa, viene scoperta la parte inferiore della statua di bronzo conosciuta come l'Auriga di Delfi; la statua verrà portata completamente alla luce il successivo 9 maggio
- 1917 - Prima guerra mondiale: a Verona salta in aria una polveriera causando ingenti danni e alcuni feriti
- 1920 - L'Azerbaigian è annesso all'Unione Sovietica
- 1932 - Viene annunciata la scoperta di un vaccino contro la febbre gialla
- 1933 – Primo volo dell'aereo biplano da caccia Fiat C.R.32
- 1937
  - Vengono inaugurati gli Studi di Cinecittà a Roma
  - Apre il Metropolitan Museum of Art di New York
- 1939 - Adolf Hitler annulla unilateralmente il patto di non aggressione con la Polonia
- 1940 - papa Pio XII manda un messaggio a Benito Mussolini chiedendogli di non entrare in guerra; Galeazzo Ciano scriverà sui suoi diari «l'accoglienza del Duce è fredda, scettica, sarcastica»
- 1945 - Seconda guerra mondiale: Benito Mussolini e la sua compagna Clara Petacci, catturati a Dongo mentre tentavano di espatriare in Svizzera sotto mentite spoglie, vengono fucilati da membri della Resistenza italiana a Giulino di Mezzegra
- Seconda guerra mondiale: prima di abbandonare Trieste, alcuni militari tedeschi prelevano dalle Carceri del Coroneo un gruppo di partigiani e civili italiani e slavi e li caricano su un camion per portarli a Opicina e lì fucilarli
- 1947 - L'etnologo ed esploratore Thor Heyerdahl parte dal Perù a bordo del Kon-Tiki: intende dimostrare che i nativi peruviani potrebbero in passato aver raggiunto le isole della Polinesia
- 1952 - Gli Stati Uniti d'America pongono termine all'Occupazione militare del Giappone
- 1963 - Si svolgono in Italia le elezioni politiche, che confermano la Democrazia Cristiana come primo partito
- 1965 - Forze militari USA invadono la Repubblica Dominicana per contrastare l'instaurarsi di un regime dittatoriale ed evacuare cittadini statunitensi
- 1967
  - Guerra del Vietnam: il generale William Westmoreland chiede ulteriori uomini e mezzi al Congresso, profilando una situazione drammatica
  - Cassius Clay, al tempo campione del mondo dei pesi massimi di pugilato, si dichiara obiettore di coscienza per evitare l'arruolamento; per questo fatto la World Boxing Association gli toglie il titolo
- 1969 - Charles de Gaulle si dimette da presidente della Francia
- 1977 - Germania Ovest: termina il processo contro i membri della Rote Armee Fraktion (più conosciuta come Banda Baader-Meinhoff): Andreas Baader, Gudrun Ensslin e Jan-Carl Raspe sono riconosciuti colpevoli di quattro omicidi e oltre trenta tentativi di omicidio
- 1978 - Il presidente dell'Afghanistan Mohammed Daoud Khan viene deposto ed assassinato in un colpo di Stato guidato da ribelli filocomunisti
- 1980 - Milano: l'ex brigatista Corrado Alunni e il criminale Renato Vallanzasca guidano altri 14 detenuti in un'evasione dal Carcere di San Vittore: armi in pugno, prendono in ostaggio un brigadiere e si fanno aprire le porte, ma pochissimi riescono a uscire e vengono poi subito catturati
- 1989 - A quattro anni dalla Strage dell'Heysel, arriva la sentenza di primo grado per 25 imputati: 14 sono condannati a tre anni con la condizionale, assolti gli altri 11, l'UEFA e le autorità di Bruxelles
- 1990 - New York: dopo oltre seimila recite si chiude per l'ultima volta il sipario sul musical A Chorus Line
- 1992 - Il presidente della Repubblica Italiana in carica Francesco Cossiga rassegna le dimissioni
- 1994 - Ruanda, centinaia di migliaia di profughi abbandonano il paese per i massacri tra gruppi etnici avversari
- 1997 - Entra in vigore, con le ultime adesioni di Russia, Iraq e Corea del Nord il trattato sulle armi chimiche firmato a Parigi nel gennaio 1993
- 1999 - Fondata la Fondazione cinese per il controllo dei narcotici
- 2004 - La rete TV statunitense CBS mostra le immagini di prigionieri iracheni maltrattati e umiliati da soldati americani nel carcere di Abu Ghraib
- 2006 - Inizia in Italia la XV Legislatura
- 2013 - Durante l'insediamento del Governo Letta, un uomo apre il fuoco nella piazza antistante Palazzo Chigi ferendo due Carabinieri e una donna civile

## Nati
Ci sono circa 1 090 voci su persone nate il 28 aprile; vedi la pagina Nati il 28 aprile per un elenco descrittivo o la categoria Nati il 28 aprile per un indice alfabetico.

## Morti
Ci sono circa 520 voci su persone morte il 28 aprile; vedi la pagina Morti il 28 aprile per un elenco descrittivo o la categoria Morti il 28 aprile per un indice alfabetico.

## Feste e ricorrenze

### Civili
Internazionali:
- Giornata mondiale per la sicurezza e la salute sul lavoro

Nazionali:
- Afghanistan - Giorno della rivoluzione (o della vittoria), in commemorazione della vittoria sull'occupazione sovietica
- Canada - Giornata di lutto nazionale, in commemorazione delle vittime del lavoro
- Sardegna - Sa die de sa Sardigna, festa del popolo sardo

### Religiose
Cristianesimo:
- San Luigi Maria Grignion de Montfort, sacerdote
- San Pietro Chanel, sacerdote e martire
- Sant'Afrodisio di Béziers, vescovo
- Sant'Artemio di Sens, vescovo
- Santi Eusebio, Caralampo e compagni, martiri
- Santa Gianna Beretta Molla
- Santa Fermina
- Santi Massimo, Dada e Quintiliano, martiri
- San Panfilo di Sulmona, vescovo
- Santi Paolo Pham Khac Khoan, Giovanni Battista Dinh Van Than e Pietro Nguyen Van Hieu, martiri
- San Pietro da Bearn, mercedario e martire
- San Primiano di Larino, martire di Larino
- San Prudenzio di Tarazona
- Sant'Ursicino di Ravenna, martire
- Santa Valeria di Milano, martire
- San Vitale di Milano, martire
- Beata Itala Mela
- Beato Carino Pietro da Balsamo
- Beato Giuseppe Cebula, sacerdote e martire
- Beato Guido Spada, francescano
- Beati Lucchese da Poggibonsi e Buonadonna Segni, sposi, primi terziari francescani
- Beata Marie-Louise Trichet, fondatrice delle Figlie della Sapienza

Religione romana antica e moderna:
- Primo giorno dei Floralia o Ludi Florales (fino al 3 maggio)

Buddhismo Nichiren:
- Anniversario della prima proclamazione del Namu myōhō renge kyō (1253)

Wicca:
- 2005 - Tredicesima Luna